# TimeSplitters
TimeSplitters é um jogo eletrônico de tiro em primeira pessoa para PlayStation 2, desenvolvido pela Free Radical Design e publicado pela Eidos. É o primeiro jogo da série Timesplitters. O jogo foi lançado em 26 de outubro de 2000 na América do Norte como um título de lançamento para o PS2, sendo também o único da trilogia, que é exclusivo para o mesmo.
O jogo se passa no conceito de viagens através do tempo, especificamente entre os anos de 1935 e 2035. TimeSplitters possui quatro modos: Story Mode (Modo História), Arcade Mode (Modo Arcade), Challenge Mode (Modo de Desafio, que pode ser desbloqueado após o término do Story Mode) e Map Maker (Construção de Mapa).

## Story Mode
O modo "Story Mode" pode ser jogado sozinho ou cooperativamente. O jogo possui nove níveis que podem ser jogados em três dificuldades diferente. Em cada nível, o jogador pode escolher um de dois personagens, e deve matar inimigos para possuir seus objetos para sair dos portais do tempo.

## Arcade Mode
Nesse modo, até 4 jogadores podem competir individualmente, ou divididos em quatro times, em qualquer um dos 6 tipos de jogos. O jogador pode escolher os personagens, níveis, e armas que foram desbloqueadas ao completar os modos story e challenge. Os tipos de jogão são:
- Deathmatch - O jogador ou time deve possuir o maior placar, baseado no número de personagens mortos por cada time.
- Bag Tag -O jogador ou time deve manter a posse de uma mala o maior tempo possível durante a partida.
- Capture the Bag - O jogador deve roubar a mala do inimigo e leva-la para  a base para ganhar pontos.
- Knockout - Os jogadores competem para colecionar objetivos no nível e retornar para a base de seu time.
- Escort - Um time deve proteger um bot que caminha pelo nível.
- Last Stand - O jogador deve proteger objetos chaves destrutíveis de ataques, por quanto maior tempo possível.

## Desenvolvimento do jogo e lançamento
Em Fevereiro de 1999, vários membros responsáveis pelo desenvolvimento dos jogos GoldenEye 007 e Perfect Dark (Incluindo David Doak, Graeme Norgate, Steve Ellis e Karl Hilton), saíram da Rare para montarem sua própria produtora de jogos, situada em Nottingham, na Inglaterra, a Free Radical Design. TimeSplitters foi o primeiro projeto da Free Radical Design, que naquela época, era composta por apenas 18 funcionários. Graeme Norgate foi o responsável por toda a música do jogo.
David Doak, o designer do TimeSplitters, disse que o principal foco da equipe era na jogabilidade, mas também em muitos outros elementos, além de que como adicional, pretendia trabalhar em todo o controle do jogo, fazendo com que ambos analógicos do Dual Shock 2 pudessem ser utilizados, assim como o controle deveria ser totalmente personalizável.
Adicionalmente, a equipe incluiu um sistema "Sign-on", onde o jogador poderia criar diversos perfis individuais, e salvando eles no Memory Card do console.
Devido as limitações de hardware do PlayStation 2, Steve Ellis explicou que "Colocar quatro jogadores em split-screen (Telas Divididas), e fazer o game funcionar com uma boa taxa de quadros, é um problema em qualquer console, e o PS2 não é uma exceção". Por esse fato, o time decidiu não utilizar o anti-aliasing no TimeSplitters, pois poderia reduzir a taxa de quadros drasticamente.
TimeSplitters faz o uso de uma engine modificada do GoldenEye 007, escrita em C.